# フランチェスコ (映画)
『フランチェスコ』（Francesco）は、1989年に製作されたイタリア映画。リリアーナ・カヴァーニ監督。ヴァンゲリスが音楽を担当。ダニーロ・ドナーティがダヴィッド・ディ・ドナテッロ賞（イタリア）最優秀美術賞受賞。
日本では1990年に40箇所以上のシーンがカットされた135分の英語版（国際版）が上映された。その後、2008年に157分の本国オリジナルのイタリア語・ノーカット完全版が上映された。

## あらすじ
13世紀の聖人・アッシジのフランチェスコの生涯を、その弟子たちとキアラの回想によって描いている。裕福な商家の家に生まれ放蕩生活を送っていた青年フランチェスコ。ペルージャとの戦いで捕虜になっていた時に、イエス・キリストの福音書によって回心し、布教活動に身を投じていく。両親と別れ、難民キャンプ中で暮し、奉仕活動をしながら聖ダミアーノ教会で布教活動を進める。フランチェスコの活動は、次第に人々の心をとらえるが、衝突も起きていた。フランチェスコはこの布教活動を続けるために、ローマ教皇との謁見を決意。最初のうちは冷やかだった教皇も、活動の大きさに無視できなくなる。修道会内部にもフランチェスコに疑問を持ち、非難する者がでてくる。フランチェスコは悩み、独り山にこもった。そしてある日、フランチェスコの体にキリストがゴルゴダの丘で処刑された時に受けた傷と同じものが現れる。フランチェスコは天を仰ぎ神に感謝する。

## キャスト
- フランチェスコ：ミッキー・ローク（日本語吹替：奥田瑛二）[2]
- キアラ：ヘレナ・ボナム＝カーター
- フランチェスコの父：パオロ・ボナチェッリ
- フランチェスコの母：アンドレア・フェレオル
- インノケンティウス3世：ハンス・ツィッシュラー
- ウゴリーノ枢機卿：マリオ・アドルフ
- ：ピーター・バーリング